# Hebbronville
Hebbronville è un census-designated place degli Stati Uniti d'America situato nella contea di Jim Hogg (di cui è capoluogo) dello Stato del Texas.
La popolazione era di 4.558 persone al censimento del 2010.

## Geografia fisica
Hebbronville è situata a 27°18′41″N 98°40′52″W (27.311259, -98.680998).
Secondo lo United States Census Bureau, ha un'area totale di 5,9 miglia quadrate (15 km²).

## Società

### Evoluzione demografica
Secondo il censimento del 2000, c'erano 4.498 persone, 1.554 nuclei familiari e 1.165 famiglie residenti nella città. La densità di popolazione era di 763,4 persone per miglio quadrato (294,9/km²). C'erano 1.853 unità abitative a una densità media di 314,5 per miglio quadrato (121,5/km²). La composizione etnica della città era formata dall'81,79% di bianchi, lo 0,53% di afroamericani, lo 0,89% di nativi americani, lo 0,18% di asiatici, il 14,81% di altre razze, e l'1,80% di due o più etnie. Ispanici o latinos di qualunque razza erano il 90,55% della popolazione.
C'erano 1.554 nuclei familiari di cui il 38,1% aveva figli di età inferiore ai 18 anni, il 54,6% aveva coppie sposate conviventi, il 15,2% aveva un capofamiglia femmina senza marito, e il 25,0% erano non-famiglie. Il 23,4% di tutti i nuclei familiari erano individuali e il 12,9% aveva componenti con un'età di 65 anni o più che vivevano da soli. Il numero di componenti medio di un nucleo familiare era di 2,87 e quello di una famiglia era di 3,41.
La popolazione era composta dal 31,1% di persone sotto i 18 anni, l'8,1% di persone dai 18 ai 24 anni, il 24,2% di persone dai 25 ai 44 anni, il 21,1% di persone dai 45 ai 64 anni, e il 15,5% di persone di 65 anni o più. L'età media era di 34 anni. Per ogni 100 femmine c'erano 95,9 maschi. Per ogni 100 femmine dai 18 anni in giù, c'erano 90,4 maschi.
Il reddito medio di un nucleo familiare era di 24.558 dollari e quello di una famiglia era di 29.358 dollari. I maschi avevano un reddito medio di 27.042 dollari contro i 17.772 dollari delle femmine. Il reddito pro capite era di 12.271 dollari. Circa il 25,2% delle famiglie e il 25,9% della popolazione erano sotto la soglia di povertà, incluso il 28,5% di persone sotto i 18 anni e il 32,0% di persone di 65 anni o più.